# Owieczki (jezioro)
Jezioro Owieczki – jezioro w Polsce, w województwie wielkopolskim, w powiecie gnieźnieńskim, w Gminie Łubowo, na Pojezierzu Gnieźnieńskim. Przy południowym brzegu jeziora leży wieś Owieczki. Przez jezioro przepływa rzeka Mała Wełna, dopływ Wełny.

## Dane morfometryczne
Powierzchnia zwierciadła wody wynosi 13,3 ha. Głębokość maksymalna wynosi 6,5 metrów. Zwierciadło wody jest położone na wysokości 104,4 m n.p.m.